# 埃爾瓜卡馬約
埃爾瓜卡馬約是哥倫比亞的城鎮，位於該國東北部，由桑坦德省負責管轄，距離首府布卡拉曼加187公里，始建於1932年7月28日，面積122平方公里，海拔高度2,075米，2005年人口2,256。
6°20′N 73°28′W / 6.333°N 73.467°W